# Tabo (Indien)

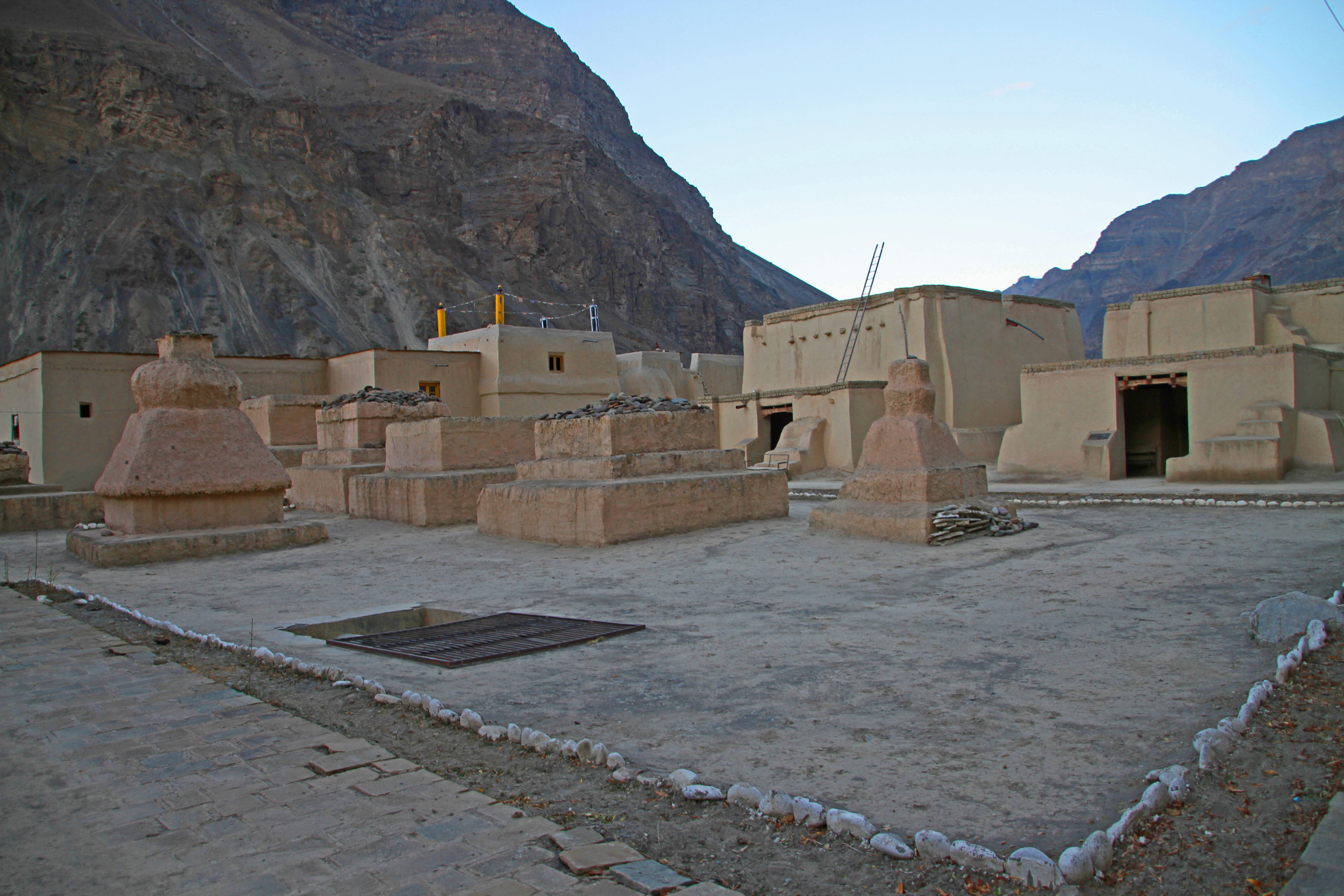
Tabo Gompa

Tabo ist ein Dorf und ein buddhistisches Kloster im Tal des Spiti im Bundesstaat Himachal Pradesh im Nordwesten Indiens. Das Dorf liegt an der Straße zwischen Rekong Peo und Kaza.

## Beschreibung
Mittelpunkt und Hauptattraktion von Tabo ist das von dicken Mauern umgebene alte Kloster. Es wurde im Jahr 996 gegründet und bewahrt hervorragend erhaltene Malereien in mehreren oberirdischen „Tempelhöhlen“. Die Kunstwerke im Haupttempel stammen aus dem 10. und 11. Jahrhundert. Eine moderne Versammlungshalle, ein prächtiger Stupa und ein Hotel wurden in neuester Zeit in der Nachbarschaft des alten Klosters erbaut.
Die Tempel innerhalb des Klosterkomplexes in Tabo haben eine Vielzahl von Wandmalereien und Schlammstatuen. Der Archaeological Survey of India (ASI) versuchte, einige Gemälde zu restaurieren, die von der Zeit verwüstet wurden, aber nicht sehr erfolgreich waren. Das Fotografieren im Kloster ist jedoch nicht gestattet.
Der Dalai Lama hat seinen Wunsch zum Ausdruck gebracht, sich nach Tabo zurückzuziehen, da er behauptet, dass das Tabo-Kloster eines der heiligsten sei. 1996 führte der Dalai Lama die Kalachakra-Initiationszeremonie in Tabo durch, die mit den Jubiläumsfeierlichkeiten des Tabo-Klosters zusammenfiel. An der Zeremonie nahmen Tausende Buddhisten aus der ganzen Welt teil. Das geistige Haupt des Tabo-Klosters ist Tsenshap Serkong Rinpoche.

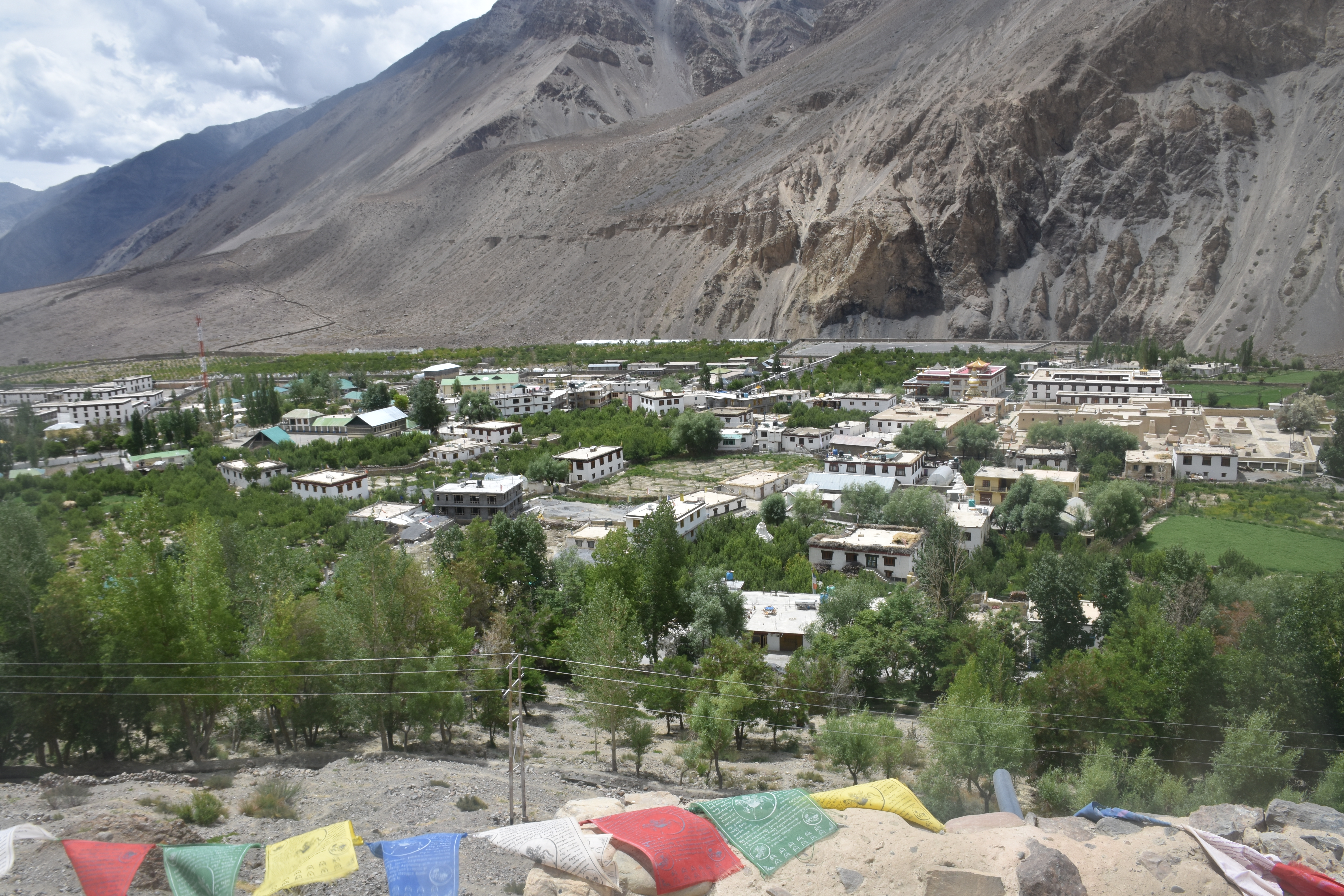
Blick auf Tabo von der Mönchshöhle aus
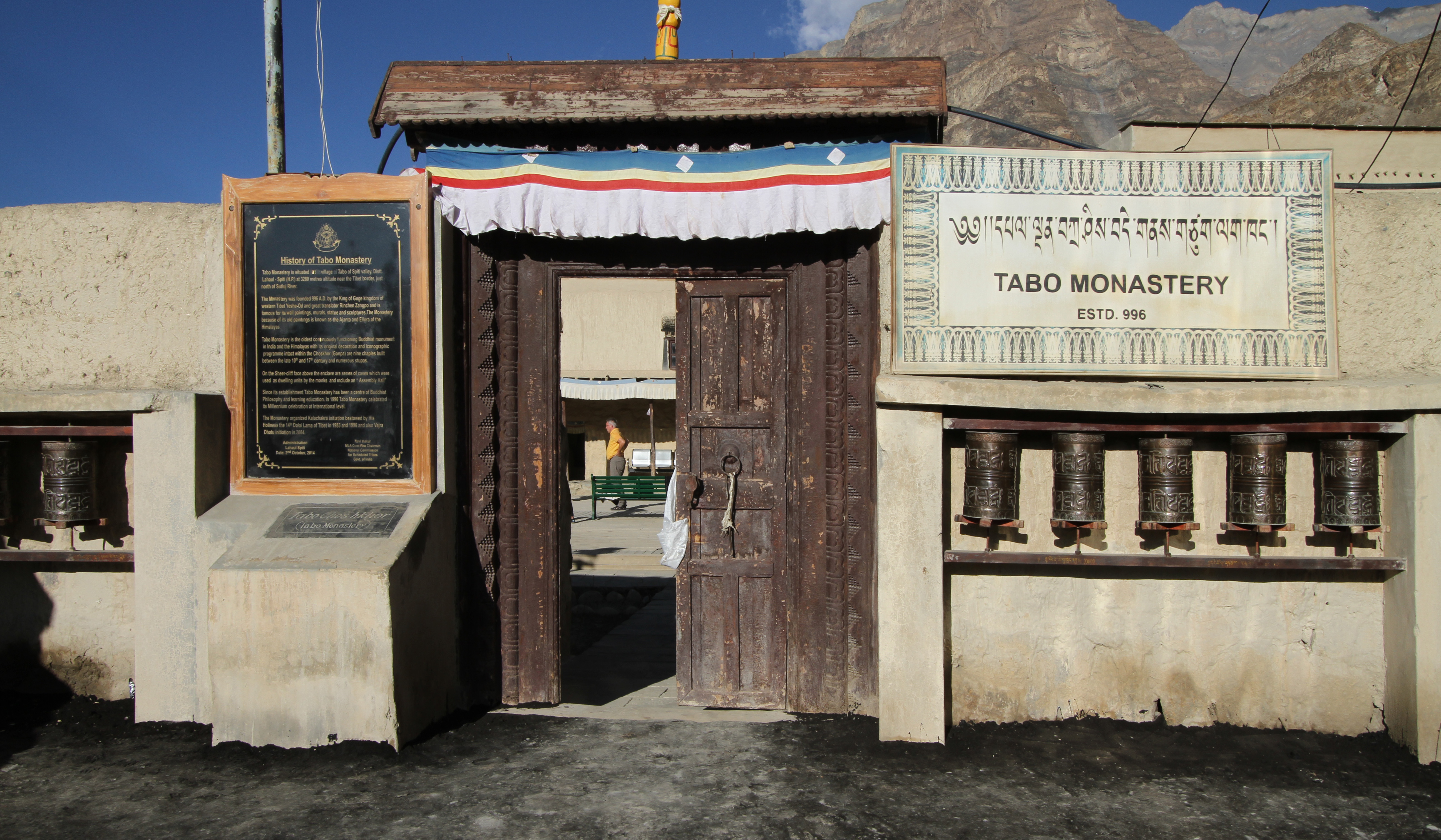
Eingang zum alten Gompa
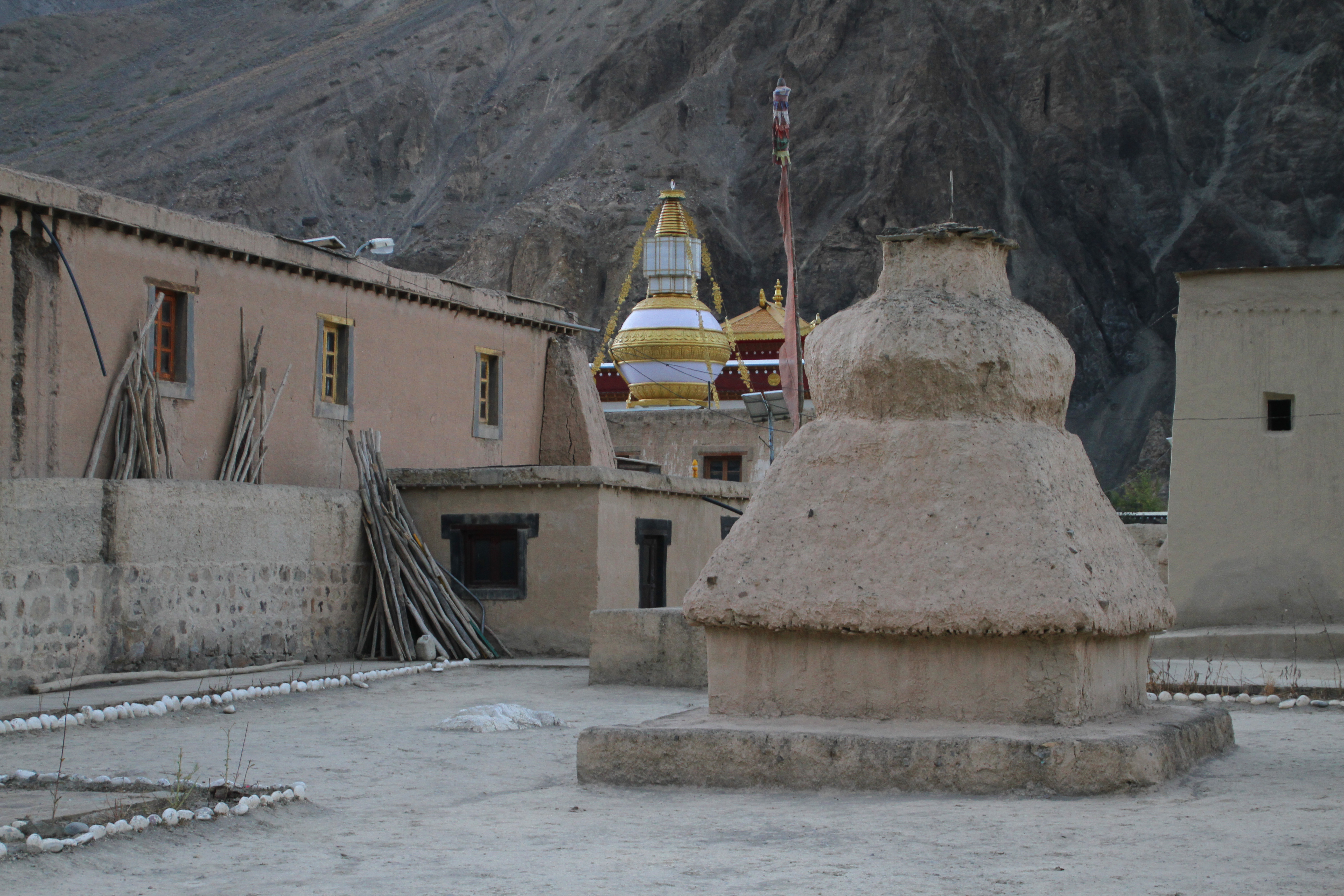
Chörten des alten Gompa
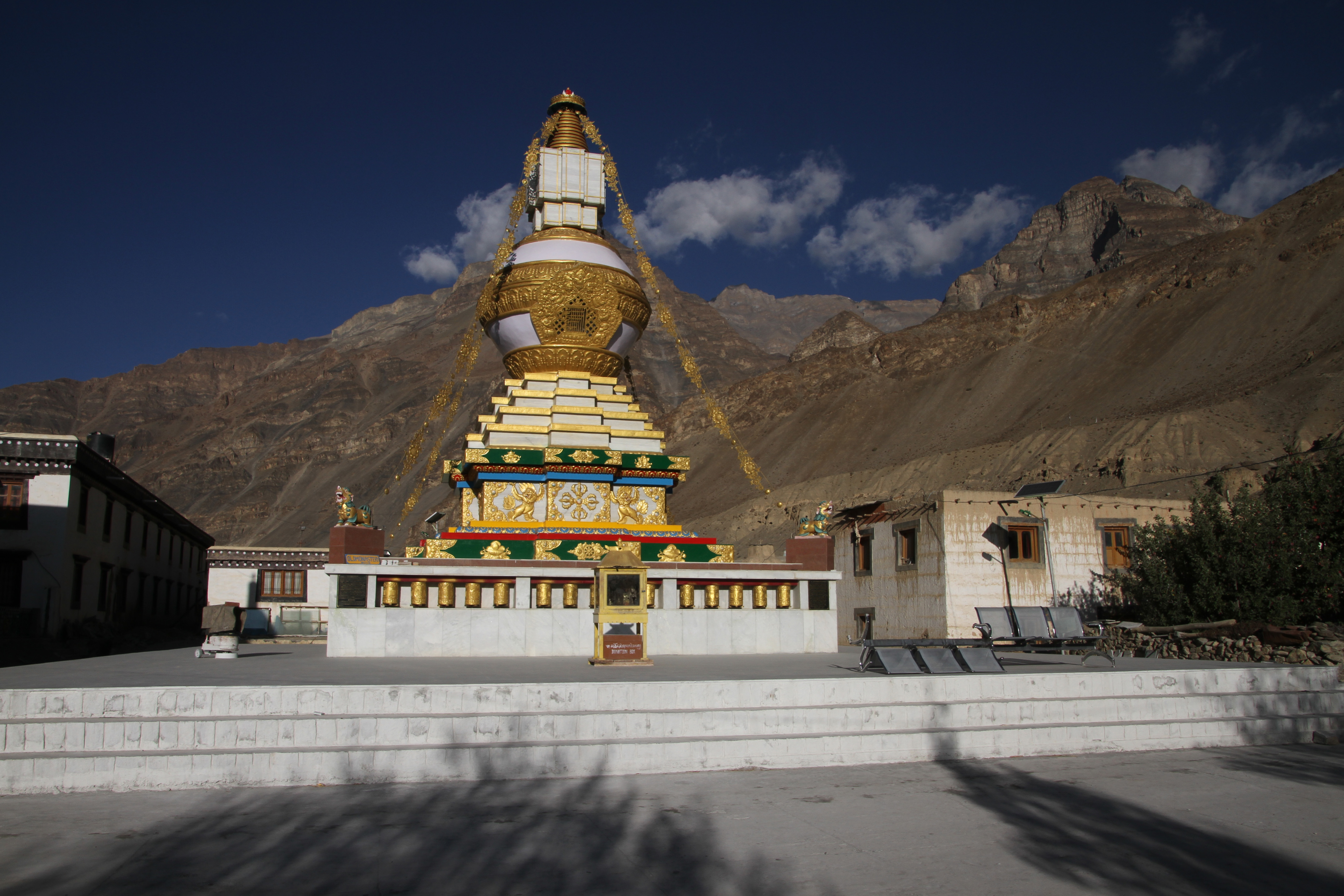
Neuer Chörten
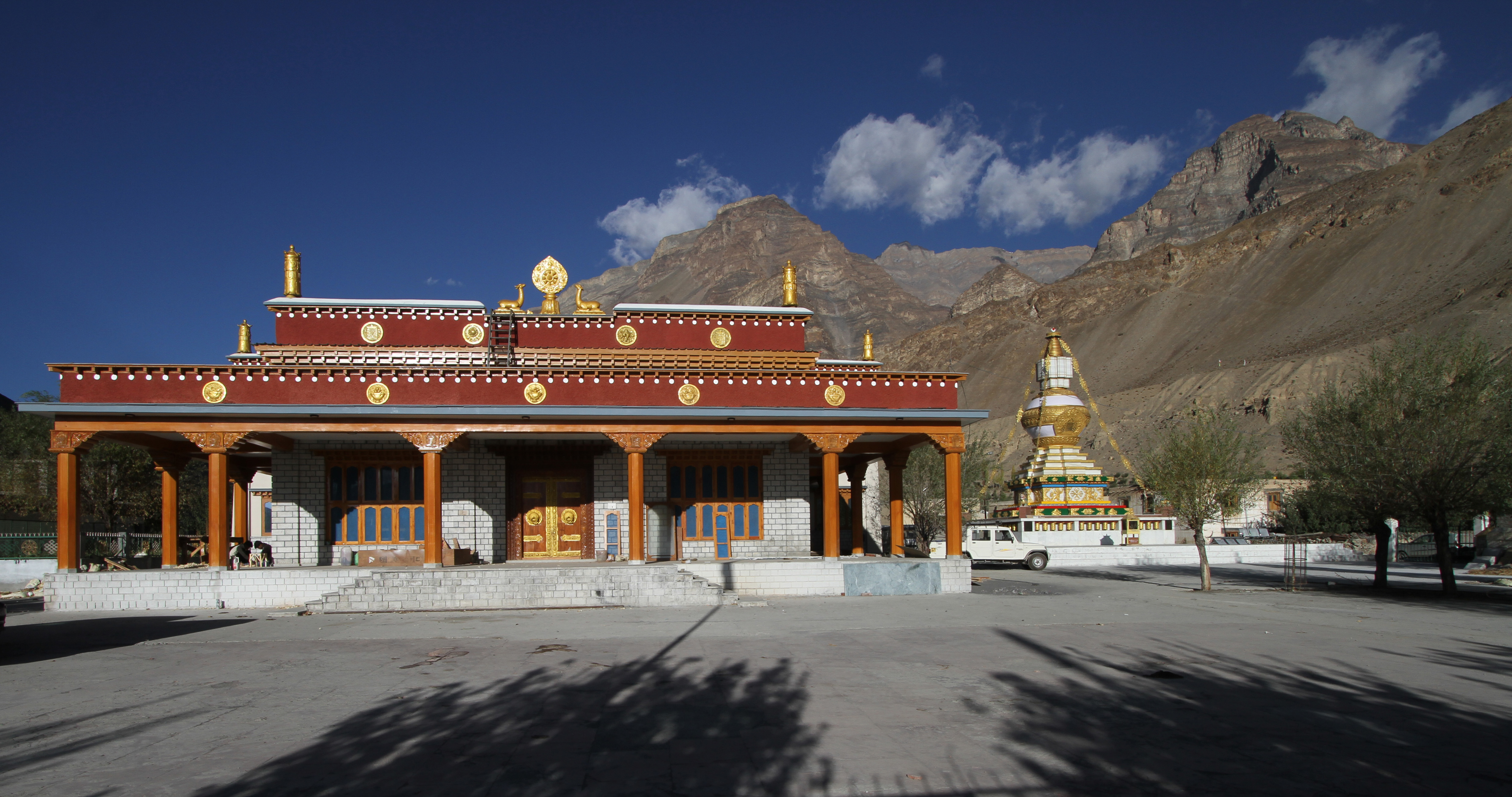
Neuer Gompa
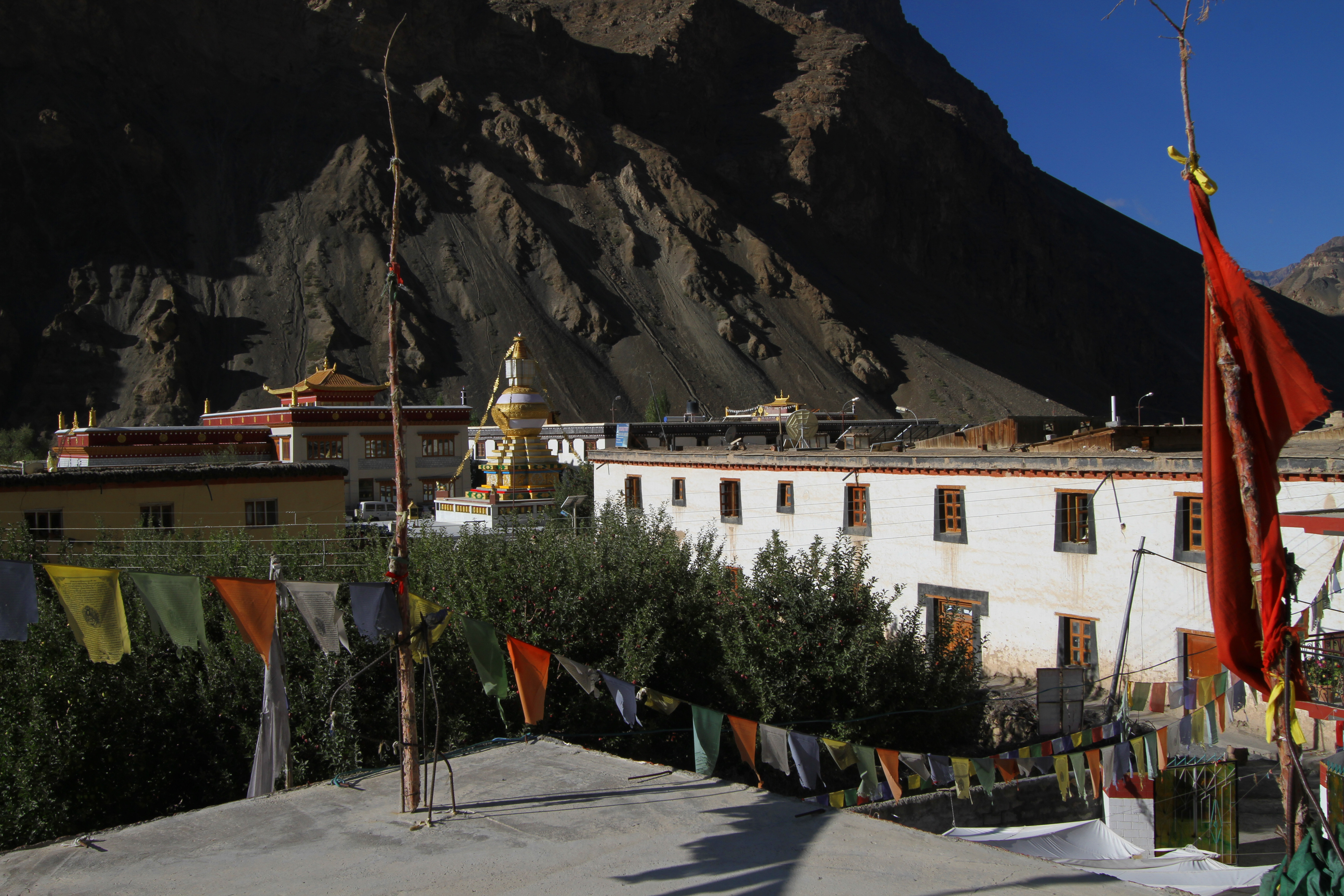
Klosterhotel